# Niemczynek Werkowo
Niemczynek Werkowo – przystanek kolejowy w Werkowie na linii kolejowej nr 206, w województwie wielkopolskim.